# Масловское сельское поселение (Тверская область)
Ма́словское се́льское поселе́ние — муниципальное образование в Торжокском районе Тверской области Российской Федерации.
Административный центр — деревня Маслово.

## Географические данные
- Общая площадь: 159,2 км²
- Нахождение: западная часть Торжокского района
  - Граничит:
    - на севере — с Рудниковским СП и Никольским СП
    - на востоке — с Борисцевским СП
    - на юге — с Сукромленским СП
    - на западе — с Кувшиновским районом, Прямухинское СП, Борковское СП и Пречисто-Каменское СП.

На севере и западе поселения (по границе) протекает река Осуга. По территории поселения проходит железная дорога от Торжка на Соблаго и автодорога «Торжок — Осташков».

## История
В XI—XIV вв. территория поселения относилась к Новгородской земле и составляла часть «городовой волости» города Торжка.
В XV веке присоединена к Великому княжеству Московскому.
- После реформ Петра I территория поселения входила:
  - в 1708—1727 гг. в Санкт-Петербургскую (Ингерманляндскую 1708—1710 гг.) губернию, Тверскую провинцию,
  - в 1727—1775 гг. в Новгородскую губернию, Тверскую провинцию,
  - в 1775—1796 гг. в Тверское наместничество, Новоторжский уезд,
  - в 1796—1929 гг. в Тверскую губернию, Новоторжский уезд,
  - в 1929—1935 гг. в Московскую область, Новоторжский район,
  - в 1935—1963 гг. в Калининскую область, Новоторжский район,
  - в 1963—1990 гг. в Калининскую область, Торжокский район,
  - с 1990 в Тверскую область, Торжокский район.

В середине XIX — начале XX века деревни поселения относились к Пречистокаменской, Никольской и Сукромленской волостям Новоторжского уезда.
Образовано в 2005 году, включило в себя территории Масловского и Тупиковского сельских округов.

## Население
| 2002  | 2008  | 2010  | 2011  | 2012  | 2013  | 2014  |
| ----- | ----- | ----- | ----- | ----- | ----- | ----- |
| 1167  | ↗1556 | ↘1552 | ↘1544 | ↗1625 | ↗1643 | ↗1680 |
| 2015  | 2016  | 2017  | 2018  | 2019  | 2020  | 2021  |
| ↘1619 | ↘1583 | ↘1550 | ↗1554 | ↘1521 | ↘1493 | ↘1203 |

По переписи 2002 года — 1522 человек (1167 в Масловском и 355 в Тупиковском сельском округе).

### Национальный состав
Русские.

## Состав сельского поселения
На территории поселения находятся следующие населённые пункты:

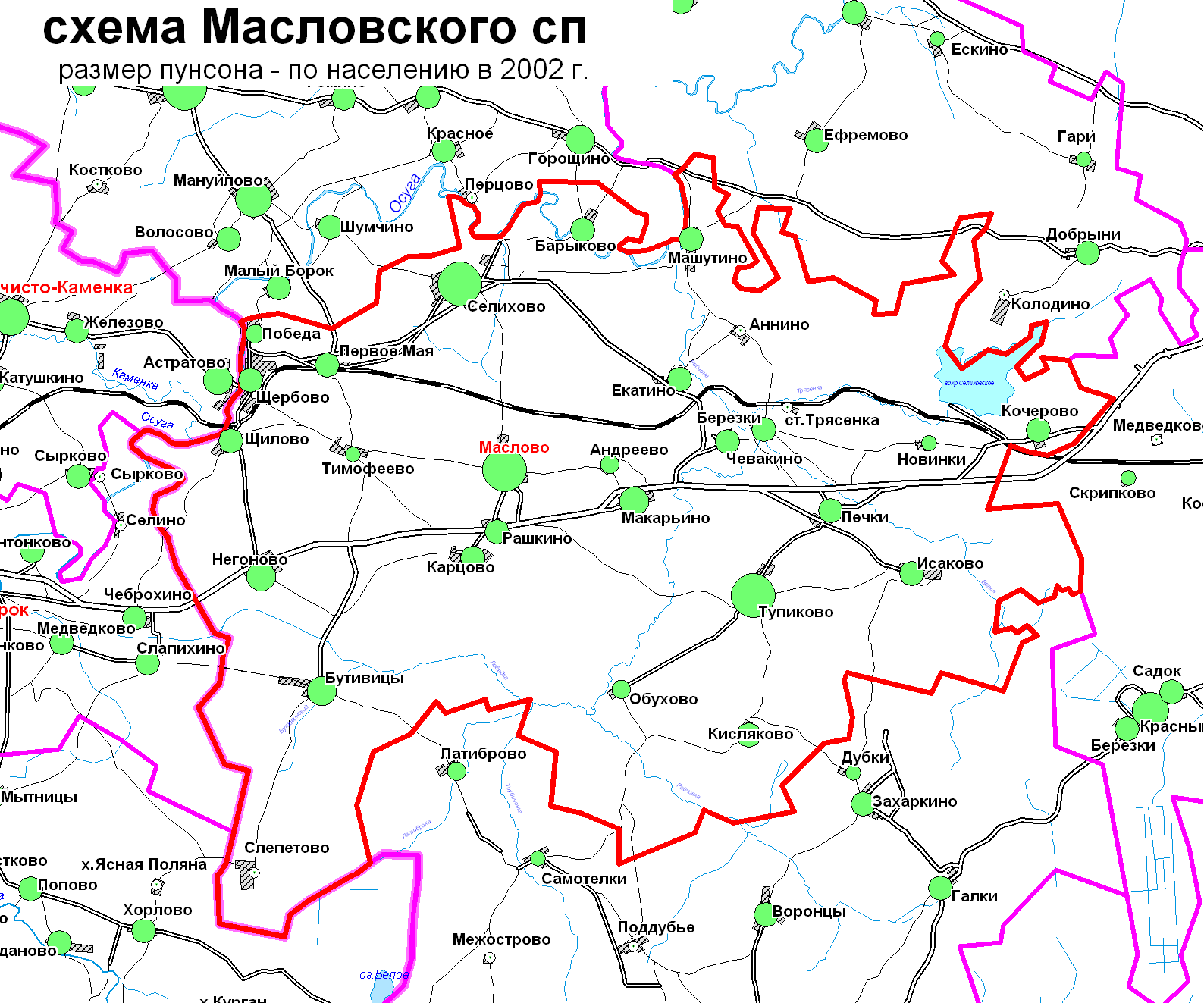
Схема Масловского сп

| №  | Населённый пункт | Тип населённого пункта          | Население |
| -- | ---------------- | ------------------------------- | --------- |
| 1  | Андреево         | деревня                         | ↘1        |
| 2  | Аннино           | деревня                         | ↘1        |
| 3  | Барыково         | деревня                         | ↘11       |
| 4  | Березки          | деревня                         | ↘17       |
| 5  | Бутивицы         | деревня                         | ↘42       |
| 6  | Екатино          | деревня                         | ↗52       |
| 7  | Исаково          | деревня                         | ↘19       |
| 8  | Карцово          | деревня                         | ↗28       |
| 9  | Кисляково        | деревня                         | ↗31       |
| 10 | Кочерово         | деревня                         | ↘6        |
| 11 | Макарьино        | деревня                         | ↗73       |
| 12 | Маслово          | деревня, административный центр | ↗311      |
| 13 | Машутино         | деревня                         | ↘10       |
| 14 | Негоново         | деревня                         | ↗68       |
| 15 | Новинки          | деревня                         | →0        |
| 16 | Обухово          | деревня                         | ↗12       |
| 17 | Первое Мая       | посёлок                         | →14       |
| 18 | Печки            | деревня                         | ↘23       |
| 19 | Победа           | посёлок                         | ↗11       |
| 20 | Рашкино          | село                            | ↗28       |
| 21 | Селихово         | деревня                         | ↘477      |
| 22 | Слепетово        | деревня                         | →0        |
| 23 | Тимофеево        | деревня                         | →0        |
| 24 | Трясенка         | железнодорожная станция         | →0        |
| 25 | Тупиково         | деревня                         | ↗217      |
| 26 | Чевакино         | посёлок                         | ↘52       |
| 27 | Щербово          | посёлок                         | ↘28       |
| 28 | Щилово           | деревня                         | ↘18       |

### Упразднённые населённые пункты
На территории поселения исчезли деревни: Афанасово, Гридино, Малые Бутивицы, Пальцыно; хутора Елизово, Манилово, Пески, Хлыпино и другие.

## Известные люди
- В деревне Селихово родился Герой Советского Союза, танкист Анатолий Фёдорович Логинов.
- В деревне Щербово родился Александр Алексеевич Кузнецов лётчик, полярник, Герой Советского Союза.